# Mônica Benício
Mônica Tereza Azeredo Benício (Río de Janeiro, 1 de febrero de 1986), conocida como Mônica Benício, es una arquitecta y urbanista, lesbiana feminista, activista de derechos humanos, activista LGBTQIA+ y viuda de la concejala Marielle Franco. En 2020 fue elegida concejala de la ciudad de Río de Janeiro con 22.919 votos por el Partido Socialismo y Libertad (PSOL).

## Biografía
Mônica Benício nació en Conjunto Esperança, una de las 16 favelas del Complexo da Maré. En 2004, completó la escuela secundaria y se matriculó en el examen preuniversitario comunitario en el Centro de Estudos e Ações Solidárias da Maré (CEASM). En 2007 comenzó a estudiar psicología, dos años después pasó a la carrera de Arquitectura y Urbanismo en la Pontificia Universidad Católica de Río de Janeiro (PUC-Rio).
En 2014 se graduó con la tesis sobre el tema: comUNIDADE - Requalificação de Área de Conflito na Favela da Maré ("comUNIDAD - Recalificación de una zona de conflicto en la Favela da Maré"). En 2019 presentó en la misma universidad su tesis de maestría Todos os mundos. Um só mundo. Uma Maré de cidade: violência, espaços públicos e intervenção urbana ("Todos los mundos. Un mundo. Una Marea de ciudad: violencia, espacios públicos e intervención urbana").
En 2020, fue elegida la undécima concejala más votada de la ciudad de Río de Janeiro. En su campaña, Mônica defendió un mandato feminista, antifascista y popular.
En 2022 entró en vigor la ley 7291/2022, creada por la concejala, que estableció el Programa Municipal de Lucha contra el Feminicidio. La ley tiene como objetivo prevenir y combatir el feminicidio, una forma extrema de violencia contra mujeres y niñas. Ese mismo año se aprobó el proyecto de ley de su autoría que establece el Día Municipal de la Visibilidad Lésbica. El proyecto había sido creado por Marielle Franco y presentado en 2017 cuando fue derrotado en el pleno del Ayuntamiento. También es autora de la ley 7326/2022, que establece el Programa de Apoyo y Acogida a Personas LGBTQIA+ en situación de violencia y/o vulnerabilidad social y prevé otras medidas.

## Vida personal
Mônica y Marielle se conocieron en un viaje con amigas en 2004, cuando tenían 18 y 25 años, respectivamente. Hasta ese momento, las dos sólo habían tenido relaciones con hombres y no se entendían como mujeres LGBTQIAP+. En 2005 empezaron a salir, siendo las primeras mujeres en la vida de la otra. Durante los años que estuvieron juntas, rompieron y volvieron a estar juntas algunas veces. Las rupturas provocadas por la lesbofobia familiar y social, hicieron que Marielle tuviera relaciones con hombres cuando estaban separadas. Mônica se entendió a sí misma como una mujer lesbiana y reivindicó su sexualidad como un acto político. En 2015, Mônica y Marielle formalizaron su unión. En 2018, cuando Marielle fue asesinada, ellas vivían con la hija de Marielle en la región de Tijuca. Las dos planearon una fiesta de bodas para el 7 de septiembre de 2019.
Después del asesinato de su pareja, Mônica retomó la lucha por la justicia para Marielle, viajando al extranjero para hablar sobre el legado y la memoria de su pareja, buscando apoyo internacional para que se esclarezca el asesinato y se identifique a los autores del crimen.